# Spielmannsau
Die Spielmannsau ist ein Gemeindeteil des Marktes Oberstdorf im bayerischen Landkreis Oberallgäu mit 17 Einwohnern.

## Geografie
Der Weiler liegt sieben Kilometer südlich von Oberstdorf auf der flacheren östlichen Seite des Trettachtales.

## Geschichte
Seit dem Jahre 1844 gehört der Ort zu Bayern, vorher war er politisch auf österreichischer Seite. Früher verlief die wichtigste und schnellste Handelsverbindung nach Österreich durch das Sperrbachtobel, vorbei an der heutigen Kemptner Hütte und über das Mädelejoch ins Lechtal.
In der Spielmannsau findet man neben einem Berggasthof mit Gaststätte, einem Landhaus, einem Jugendheim und einem Bauernhof auch die Kapelle „Christi Geburt“, die bereits im Jahre 1695 erstmals erwähnt wurde. Auch das kürzeste aller Oberstdorfer Täler hat hier seinen Ursprung. Über eine für den öffentlichen Verkehr gesperrte Fahrstraße bzw. über einen Tobelweg erreicht man das steil ansteigende Traufbachtal bequem von Spielmannsau aus.

### Verkehr
Die Spielmannsau ist über eine Fahrstraße zu erreichen, die ebenfalls für den öffentlichen Verkehr gesperrt ist, oder über zahlreiche Wanderwege von der Nebelhornbahn-Talstation, dem Moorweiher oder dem Golfplatz in Oberstdorf. Auf Grund der Nähe zur Kemptner Hütte ist der Ort zudem zentrale Anlaufstelle für Wanderer des Europäischen Fernwanderweges E5.

## Baudenkmäler
Siehe: Liste der Baudenkmäler in Spielmannsau